# Флорентієць (діамант)

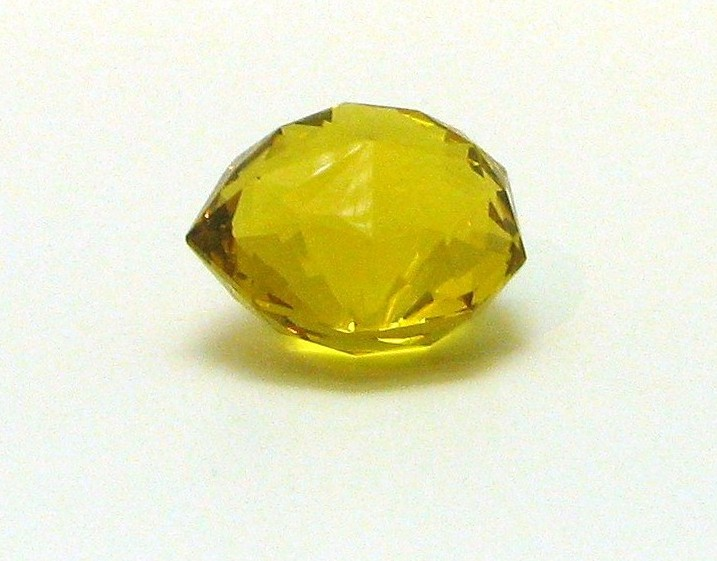
Флорентієць (копія)

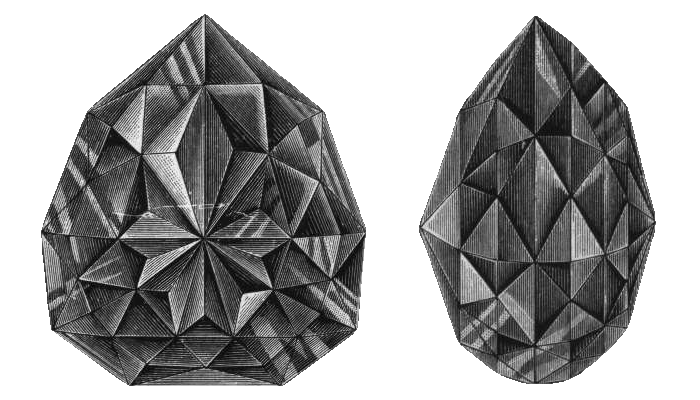
Флорентієць. З енциклопедії «Nordisk familjebok»

Флорентієць (італ. Fiorentino, нім. Florentiner) — діамант із Великого герцогства Тосканського, з Флоренції. Мав 137,27 каратів. Рання історія овіяна легендами. З 1657 року ним володіли великі герцоги тосканські із дому Медічі. Після переходу Тоскани в 1735 році до Габсбургів, перейшов до австрійської династії. Після Першої світової війни місцезнаходження невідоме.

## Назви
- Тосканський діамант (італ. diamante Toscano)
- Великий герцог Тосканський (італ. Granduca di Toscana, нім. Großherzog der Toskana)
- Австрієць (нім. Österreicher)
- Жовтий австрійський діамант (італ. diamante Giallo Austriaco)